# 第25期女流王将戦
第25期女流王将戦（だい25きじょりゅうおうしょうせん）は、2003年度（2002年月日 - 2003年5月28日）の女流王将戦である。女流王将戦五番勝負は、中井広恵女流王将と挑戦者の石橋幸緒女流三段によって行われた。

## 概要
今期から、前期までのリーグ戦方式（「挑戦者決定リーグ」）から本戦をトーナメント形式に変更している。
- 前期「挑戦者決定リーグ」残留者（五番勝負敗者を含む）5名を本戦2回戦シードとする。
- 予選トーナメントからの本戦進出者6名を、本戦1回戦で1対1で組み合わせる。勝者3名が本戦2回戦進出。

## 五番勝負
| 対局者           | 第1局         | 第2局          | 第3局          |              |
| 対局者           | 2003年 5月7日 | 2003年 5月21日 | 2003年 5月28日 |              |
| ---------------- | ------------- | -------------- | -------------- | ------------ |
| 中井広恵女流王将 | ○             | ○              | ○              | 女流王将防衛 |
| 石橋幸緒女流三段 | ●             | ●              | ●              |              |

※ 第3局で決着したため第4-5局は実施されず。

## 本戦
(持ち時間＝2時間)

## 予選
(持ち時間＝2時間)